# Aktiengesellschaft für Uhrenfabrikation Lenzkirch
Pour les articles homonymes, voir agul (homonymie).

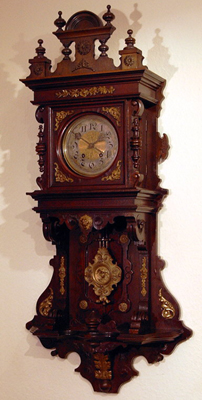
Pendule à balancier Lenzkirch (Freischwinger)

La Aktiengesellschaft für Uhrenfabrikation Lenzkirch, en abrégé A.G.U.L., est une ancienne entreprise horlogère de la Forêt-Noire.
Elle est fondée en 1851, à Lenzkirch dans le district de Fribourg-en-Brisgau du land de Bade-Wurtemberg en Allemagne. Pendant les 80 années de son existence, elle produit et distribue plus de deux millions d'horloges. Son appellation est modifiée en 1924 en Uhrenfabrik Lenzkirch A.G.. En 1927, la société est sauvée en étant reprise par l'entreprise Junghans. Elle est cependant mise en liquidation en août 1929. 

## Historique
Eduard Hauser (21 août 1825 - 1900) débute en 1840 son apprentissage dans l’atelier de Ignaz Schöpperle (1810 - 1882), maître constructeur d’orgues. Par la suite, Hauser décide de se consacrer à l'horlogerie. Il voyage dans les centres horlogers de son époque en Angleterre, en France et en Suisse. 
Toute la production horlogère de la Forêt-Noire manquait de qualité et de précision. De retour au pays, Hauser appliqua les connaissances gagnées lors de ses voyages de formation et instruisit les principes de production en série avec l’utilisation de machines-outils de précision.
En accord avec Schöpperle, il débuta une production en sous-traitance de pièces d’horlogerie de précision, occupant 14 employés. Robert Gerwig, le premier directeur de la Uhrmacherschule Furtwangen, nouvellement fondée, leur apporta son assistance technique. Le développement de l’entreprise fut longtemps freiné par le manque de liquidités pour couvrir les investissements nécessaires et les frais courant, en faisant face aux difficultés de la vente et de la distribution auprès d'entreprises horlogères régionales, mais toutes dispersées dans des endroits difficiles d’accès. 
Aussi, le 31 août 1851, la petite entreprise  se transforma en une société anonyme enregistrée à Lenzkirch. Elle gagna ainsi en compétitivité grâce aux apports en capitaux et en connaissances des entrepreneurs Franz Josef Faller (1820–1887), Nikolaus Rogg, Josef Wiest, Paul Trittscheller (1822–1892) et de son frère Johann Nikolaus Tritscheller (1825–1867).  S’y joignit également en 1856 le troisième frère, Albert Tritscheller (1833–1889) qui se consacra pendant maintes années à l’observation de l’évolution des techniques horlogères à l’étranger.
L’entreprise parvint à produire ses propres  mouvements et produits terminés. Elle importait de France des pièces semi fabriquées, qu’elle terminait à Lenzkirch. Dans ses fonctions de directeur technique, Hauser, devint un brillant concepteur technique, qui développa au cours des années 1850 et 1860 une multitude de machines-outils de précision pour la finition des plus petites pièces d’horlogerie. Un bon nombre de ces machines firent l'objet de brevets et restèrent en fonction jusqu’à la fin des années 1920.  
L’entreprise disposait d'une menuiserie, d'un laminoir pour le laiton, d’un atelier d'outillage, ainsi que d’un atelier de galvanoplastie pour le traitement de surface. Grâce à ses développements techniques toujours à la pointe des connaissances de l’époque, la haute qualité de ses produits permit un rapide développement de l’entreprise. En 1899, Hauser pris sa retraite, après avoir œuvré pendant 47 ans pour l’entreprise. 
La réputation mondiale d’A.G.U.L.  était principalement basée sur la production des pendules de style viennois. Lors des expositions industrielles de Villigen en 1860 et une année plus tard à Karlsruhe, ces pendules obtinrent la Médaille d’Or.
La production horlogère fut interrompue pendant la première Guerre mondiale au profit exclusif de matériel de guerre. Par la suite, la demande horlogère accrue provoqua un agrandissement soudain de l’entreprise, qui trouva bientôt une fin : la crise mondiale, la concurrence accrue ainsi que des fautes de management, ainsi que l'abandon de la production exclusive de haute qualité au profit de produits de masse, mirent l’entreprise en péril. 

## Horlogerie

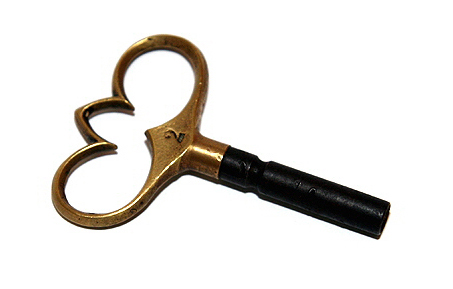
Clé typique pour remonter les horloges de marque Lenzkirch.

Les produits horlogers de l’entreprise jouissent encore aujourd’hui d’une réputation exceptionnelle, grâce à leur qualité supérieure, provenant du fait que toute la production fut intégrée verticalement dans l’entreprise. La palette des produits allait des réveils aux pendules normales, murales et morbiers et s’étendait à d’autres spécialités.
L’entreprise obtint 15 nominations lors d’expositions internationales : 
- 1854 : Munich ;
- 1860 : Villingen ;
- 1861 : Karlsruhe ;
- 1862 : Londres ;
- 1867 : Paris ;
- 1900 : Paris ;
- 1875 : Chili ;
- 1877 : Philadelphie ;
- 1888 : Barcelone.

## Logotype et numéros consécutifs
Le logotype de l’entreprise fut modifié à plusieurs reprises. 
Les premières pendules (dès 1851) ne sont pas marquées. Les premiers marquages apparaissent vers 1871 en forme de gravure artistique des lettres ALG (Aktien Lenzkirch Gesellschaft), puis également GFU (Gesellschaft für Uhrenproduktion), au dos de la platine. À partir de 1875, l’entreprise est obligée de promulguer ses marquages dans les journaux, pour lutter contre la contrefaçon. Parmi tous ces marquages, le plus connu est celui incluant la mention Lenzkirch avec un rameau de sapin et l’abréviation A.G.U (dès 1875) puis A.G.U.L. 
Chaque mouvement est muni d’un numéro de série individuel. Au-dessus de la marque du million, la numération reste à 6 chiffres avec l’adjonction 1 million, respectivement 2 millions. La datation exacte d’une pièce individuelle est cependant très difficile car dans la littérature existante figurent des indications divergeant quant aux périodes de production, en particulier pour la production d’après guerre.
Parfois le numéro du calibre a été poinçonné sur la platine. 